# (33665) 1999 JR93
1999 JR93 (asteroide 33665) é um asteroide da cintura principal. Possui uma excentricidade de 0.13365130 e uma inclinação de 11.13296º.
Este asteroide foi descoberto no dia 12 de maio de 1999 por LINEAR em Socorro.